# 有軌電車

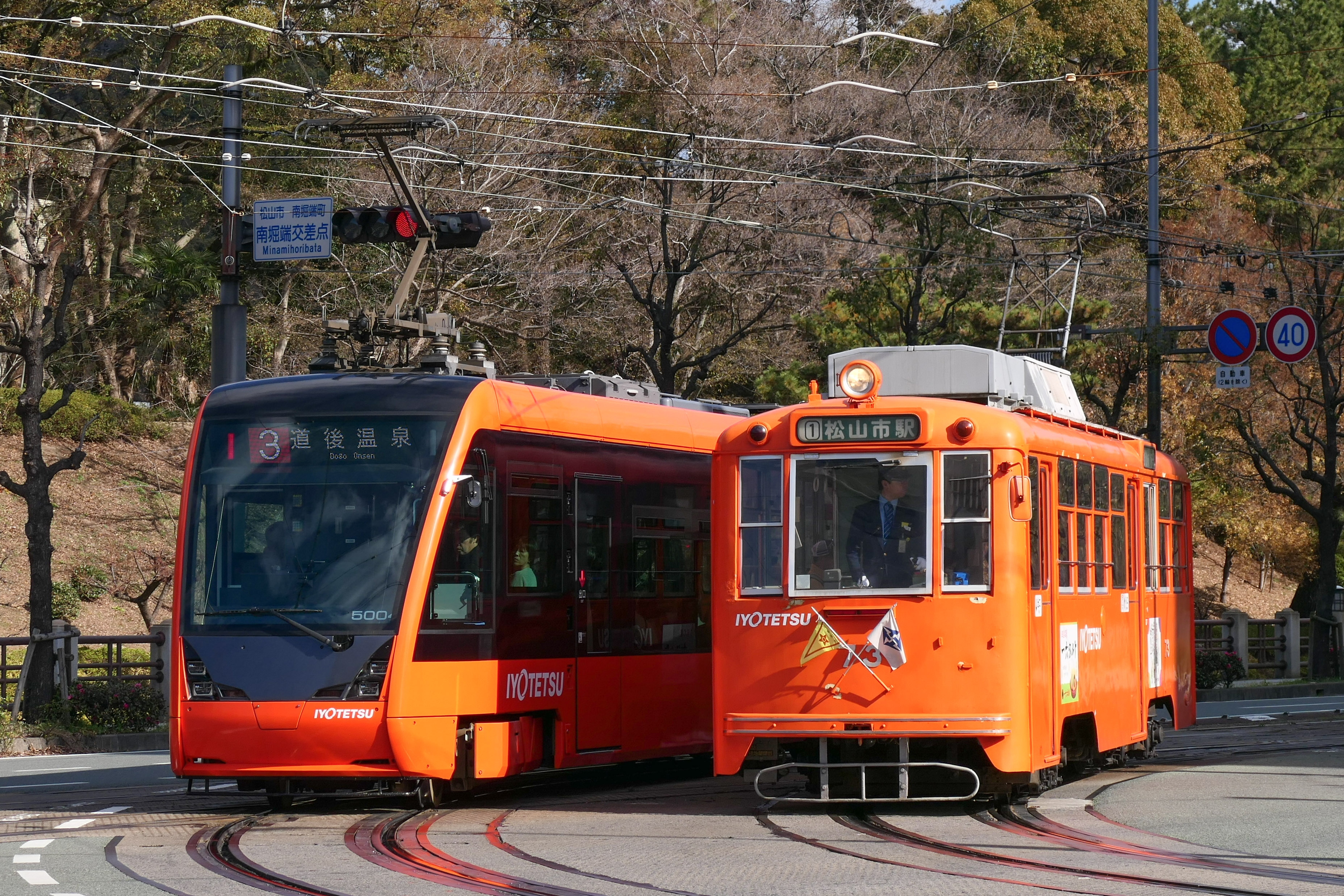
松山市的现代有轨电车与旧式有轨电车

，是一種通常由架空接觸網供電、電動機驅動，依賴固定軌道行駛的城市内公共交通工具，屬於輕軌運輸系統。列車有單節車廂和多節車廂之分，與高鐵、輕軌以及地下鐵等其他鐵路運輸系統不同，許多有軌電車的軌道路綫屬於非封閉性系統，它與其他的路面交通工具同樣要受交叉路口的紅綠燈信號管制，因此有軌電車的總長度一般不超過100米，以避免造成路口交通阻塞。對行駛在市區交通主幹道上的多節車廂編組的有軌電車，考慮到其較長的車身以及啓動和減速相對較慢，一般來説，在紅綠燈間隔時間參數的設置方面盡可能使有軌電車在通過信號燈時暢通無阻，從而確保有軌電車的準點率和避免交通不暢。

## 名稱
有軌電車的英語詞匯 tram，一種説法是來自低地蘇格蘭語，指當時礦山鐵路，另外一種更有可能的説法是來自中世紀佛萊芒語，因爲已證明，1873年該種類型的列車就存在於該地區，并出現了“tram”這個詞匯。
英語中的 tram 以及北美地區所稱的 streetcar 與 trolley 等一般均指同一事物，且詞匯本身并無“軌道”和“電”的含義。而中國大陸的中文名稱有軌電車則可從字面判斷，將其理解為在軌道上運行的電車。相對地，在道路無需軌道行駛上的電車，則稱作無軌電車。
台灣沿襲了日本的名稱，因其所行駛的軌道通常位於街道路面上而被稱作路面電車，相對於行走在一般鐵路上的電聯車。

## 歷史

### 有軌電車發展沿革
首條用於客運的路面有軌車輛在1807年於英國啟用，是以馬匹拉動的，稱爲“公共馬車”（Omnibus）。隨後於19世紀上半葉出現在美國。1828年馬里蘭州巴爾的摩修建了第一條有軌馬車綫路，類似綫路於1832年在紐約市開通，1834年在新奥爾良開通。1860年澳洲的悉尼也開通了有軌馬車的公共服務。
1879年，德國工程師西門子在柏林的博覽會上首先嘗試使用電力帶動軌道車輛。1881年，西門子公司設計製造的世界第一臺有軌電車開始在柏林運營，這臺車的長度5米、寬度2米、重量4.8噸。最高時速為40公里/小時，每次可載客20人，動力電流通過鐵軌供應。
此後俄國的聖彼得堡、加拿大的多倫多都進行過開通有軌電車的商業嘗試。匈牙利的布達佩斯在1887年創立了首個電動電車系統，1888年美國弗吉尼亚州的里士满也開通了有軌電車。
隨著歐洲國家在19世紀後期在全球擴充殖民地，其殖民地或租界中的主要城市也引進了有軌電車系統，如加爾各答、香港、新加坡、西貢、上海和天津的有軌電車都是在這時期由歐洲殖民者所建立，當時努力學習西方科技的日本也在國內多個城市擴展電車系統，包括東京、大阪、橫濱、仙台和函館等城市，並將電車引進到當時成為日本勢力範圍的朝鮮半島、大連和長春。在20世紀初遍布東亞、東南亞及南亞的主要城市，有軌電車在當時被認為是現代化城市的代表，此時亦成為有軌電車的全盛時期，但是隨著汽車工業在1920年代的快速發展，新興的無軌電車又因為無需鋪設路軌可節省投資成本，有軌電車的漸漸擴展步入停滯。
二戰期間，受戰爭波及的很多國家的城市包括有軌電車在內的基礎設施遭到破壞。戰後雖然部分電車系統得以重建，但公共汽車在1950年代起在各大城市的普及，有軌電車被認為速度緩慢，甚至阻礙道路交通流量，不少有軌電車系統於20世纪中葉陸續被拆卸。從1950年代後期起，有軌電車網絡在北美地區、英國和西班牙等地幾乎完全消失，東亞和東南亞部分殖民地在建國後因缺乏電車系統原產國的技術支持，於是將電車系統廢棄，有軌電車在1960年代漸遭淘汰。儘管那些最早開發有軌電車運營的城市依然保留著有軌電車運營服務，但是其他交通工具特別是城市地下鐵的迅速發展，使有軌電車這個最早的現代化公共交通工具顯得落後於時代，有些城市的有軌電車規模比起全盛時期也有所收縮。
但是1970年代以來，人們開始認識到城市內因大量使用私家汽車而引起的空氣污染、交通擁擠、泊車困難等益發嚴重的城市交通問題，公共汽車雖然能承擔一部分的城市載客量，但是與其它路面交通工具共用道路也會導致交通擁擠。地鐵固然成為當今緩解城市交通壓力的重要公交運輸工具，但是其建設和運營成本要遠高於有軌電車，在某些城市因地質因素和城市規劃部局亦不太適用地鐵。
旧式有轨电车雖然確存在著缺點，不過隨著新型態的现代有軌電車出現，相較於舊式有軌電車，现代有軌電車通常不只一節車廂，這讓它們可以載運更多旅客，同時車門也更多讓乘客上下更有效率，部分甚至全部路段高架、地下化已獲得獨立路權，因而有軌電車這個傳統的公交工具重新受到了青睞，這些现代有軌電車有时又被稱為輕軌運輸系統。
在這之後，特別是進入21世紀以來，那些有軌電車服務原本處於空白狀態的城市也紛紛開通了有軌電車的服務運營，而保留著有軌電車系統的城市，則將其舊有的車輛設備進行更新換代，以繼續維持其市内的公交服務。如今，作爲市内公共交通工具的有軌電車，無論是在保持運營傳統的城市，還是在開啓運營新業的城市都成爲了當地的一個亮麗街景。

#### 雙層電車
雙層有軌電車最早出現在英國，最初是靠馬拉動力，1885年黑池電車公司首次將其改爲電力動力。在20世紀的50年代之前，雙層有軌電車在倫敦很常見，但到了1962年，除了黑池電車公司還保有一部分雙層有軌電車之外，其餘的雙層有軌電車在這期間陸續退役。目前全球只有三个城市還行走着雙層有軌電車，它們分别為英國的黑池電車公司（Blackpool）、埃及的亞歷山大港電車公司（Alexandria）和香港電車公司（Hong Kong Tramways），香港是唯一全部採用雙層有軌電車系統的城市，它們均在當地的公共交通中佔有重要地位。
|  |  |  |

#### 低臺階電車
1990年代起，開始有了低臺階有軌電車的出現。乘客登上低臺階有軌電車時無需走上任何梯級，便於坐輪椅行動不便的人上下車。
|  |  |

### 中國大陆
中国最早的有軌電車出現於清朝時期1899年的北京，由德國西門子公司修建，連接教區的馬家堡火車站與永定門，全長400米，但在不久後的1900年被進京的義和團全部拆毀。
天津和上海先後於1906年及1908年開通電車，之後其他租界或成爲通商口岸的各個城市也相機開通有軌電車。日本和俄國相继在大連、哈爾濱、長春、瀋陽開通有軌電車綫路。北京市内的有軌電車則在1924年開通。1956年鞍山也開通有軌電車，至2001年6月6日停運。
随着城市公共交通的發展和車輛增多，从1950年代末開始，中國大陸的大城市陸續拆除舊式有軌電車綫路，取而代之的是無軌電車。到2006年，中國大陸仍有有軌電車運營的城市只剩下長春和大連，并且均已被改造為城市軌道交通的一部分。
然而隨著有軌電車在歐美以輕軌形式復興，21世紀以後中國許多城市開始建設重新建設有軌電車，因為中國特殊軌道交通發展史，輕軌被用於指稱高架、平面鋪設的地鐵，因此輕軌在中國被稱為「現代有軌電車」。2006年底，天津滨海新區開通了天津開發區導軌電車1號綫，使用从法國“Translohr”引進的膠輪導向電車運營，成爲中國大陸第一個使用膠輪導向電車的城市；部分媒體和網絡雖然也稱之爲“有軌電車”，但此種電車采用的鋼輪鋼軌只起導向的作用，實際承擔行駛和承重作用的为橡胶輪胎，與傳統意義上的有軌電車有本質區別。2009年上海浦東新區的張江地區開通了使用膠輪導向電車的張江有軌電車，是中國大陸第二个使用膠輪導向電車的城市，另外中國的比亞迪也开发膠輪導向的雲巴技術，2021年第一條雲巴路綫“重慶雲巴”在重慶璧山正式開通。2021年開通的佛山南海路面電車1號線是中國第一條有完全獨立路權的有軌電車路線。

#### 退出營運的綫路
但是中國各地的有軌電車成效不一，部分城市的現代有軌電車規劃不佳，有些綫路面臨著效益入不敷出，經營難以爲繼而出現了不得不停運和拆除綫路的狀況。
- 與大連、長春同樣，運營了長達60年之久的哈爾濱有軌電車曾於1987年停運。到了2004年，作爲展現哈爾濱交通歷史景觀，又重新亮相於哈爾濱果戈里大街，但是由於運營後勁不足，重新運營5年之後，於2009年11月最終退出了哈爾濱公共交通系統[9]。
- 珠海有軌電車自2017年10月開通，因效益不佳，在投入運營之後不到四年，於2021年1月停止運營，并於2022年1月將綫路拆除。
- 上海張江有軌電車投入運營以來，也因爲其維護運營成本極高，而載客率卻未能達到初期預想，導致長期虧損、背負巨額負債以及國外停止供應部分零部件的問題，最終于2023年6月1日全綫停運[10]，随后拆除。
- 天津開發區導軌電車1號綫也于2023年7月宣布拆除。
- 广东省佛山市高明区有轨电车于2024年8月5日停运（全球首条上线的氢动力有轨电车）。[11]

### 台灣
在20世紀初的日治時代，台灣曾經有過建設市内有軌電車的構想，但是一直未能實施。直到2001年，高雄市開始籌劃市内有軌電車的建設方案，2003年在高雄市中央公園進行試乘活動，車輛由西門子公司提供。2012年，高雄市有軌電車第一期工程項目開始招標，2013年初西班牙鐵路建設和協助公司（簡稱：CAF）以及長鴻營造公司聯合中標，2015年10月，作爲全台灣的第一個市内有軌電車公共交通系統，高雄環狀輕軌第一階段有軌電車綫路開始試運營。
|  |  |

## 技術工藝

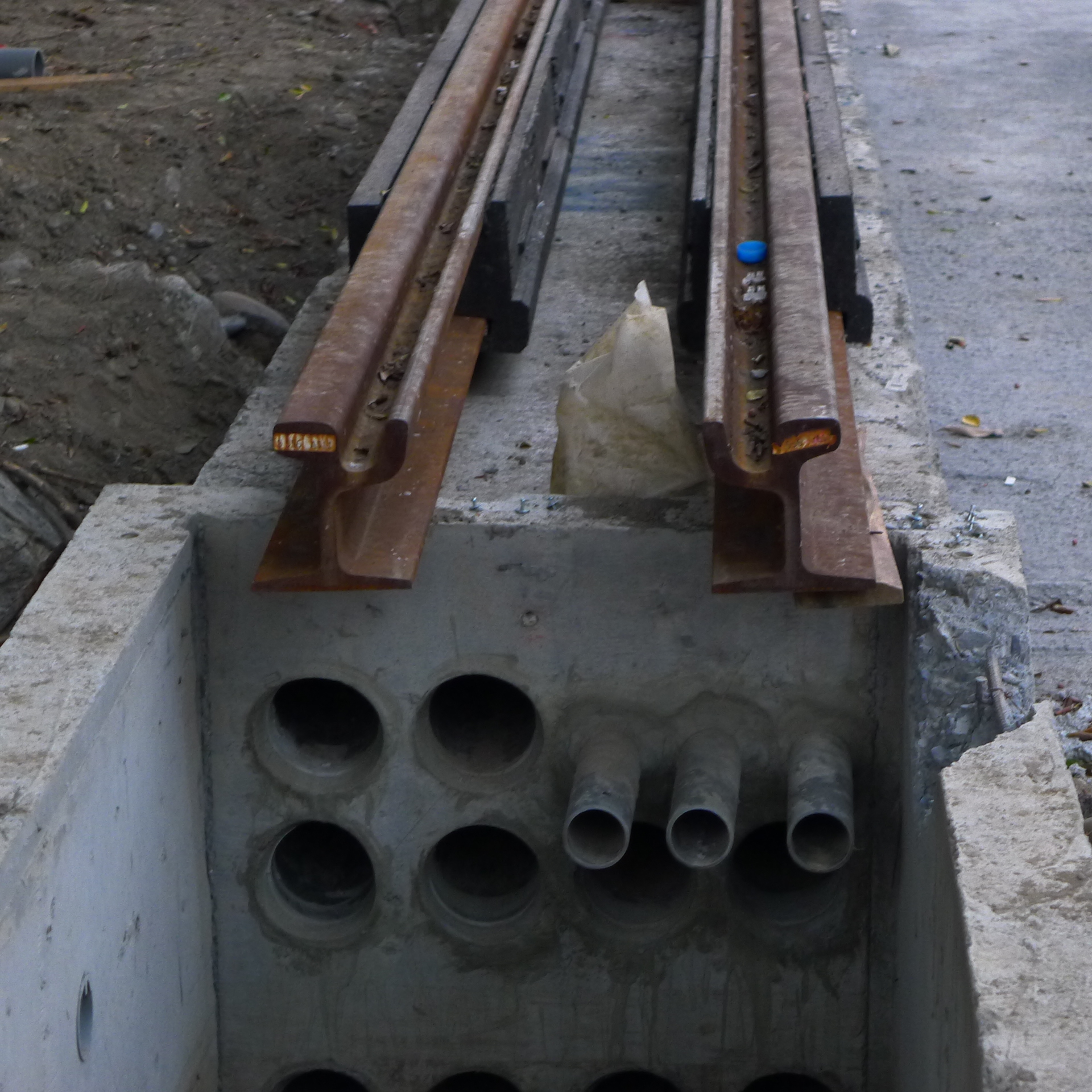
高雄環狀輕軌所採用的槽型鋼軌橫斷面

有軌電車正綫通常不采用鐵路的“工”字截面的鋼軌，而是采用槽型軌。正向行車道岔由轉轍器完成變軌。電車司機通过車載道岔控制器自動獲得道岔的獨占控制權，操控道岔信號閉鎖與變軌；駛出道岔區間後自動失去道岔控制權。 反向合流道岔一般是挤岔式道岔。
有軌電車通常以集電弓或集電桿從架空電纜取得電力，少數以集電靴從第三軌取電（如法國的波爾多電車採用阿爾斯通APS智能軌道供電系統）。北京西郊綫則為架空電纜供電并預留第三軌輔助供電條件。
另有極少數采用感應供電（主要生產商是龐巴迪，代表為PRIMOVE系統）或儲能裝置（蓄電池、超級電容等）供電。

## 優缺點

### 優點
- 較地鐵乘坐便利，無需上下楼，许多城市的有轨电车和路緣同高，残疾人無障礙；
- 無需在地下挖掘隧道，价格便宜。维护成本低，車站無需昂貴的環控設備，一公里有軌電車線路所需的投資只是一公里地下鐵路的三分之一；
- 架空的單軌鐵路及輕便鐵路系統往往只能在特別的市區環境建造（如寬闊的大街），有軌電車一般與汽車共用路權毋需架空路軌，較節省街道空間；
- 相較無軌電車，因爲有軌道引導，駕駛操作較爲容易；
- 相較巴士，因爲有軌道引導，駕駛方向固定，容易做到準時；
- 相較其他路面交通工具，有軌電車更有效減少交通意外的比率；
- 有軌電車因為以電力推動關係，車輛不會排放廢氣，是一種無污染的環保交通工具。

### 缺點
- 因要鋪設軌道（和架空電纜），建設成本高於無軌電車（公共汽車），對小型城市來說財政負擔較重；
- 受軌道（和架空電纜）限制，行駛靈活度不及無軌電車（公共汽車），且路軌佔用路面，路面交通要為有軌電車改道，並讓出行車線（南海有軌電車1號綫[15]、武夷有軌電車1號綫和濟南济陽有軌電車除外，因爲上述三条有軌電車綫路具有完全獨立路權，无任何與市政道路平交的道口）；
- 效率比地下鐵路低；
  - 有軌電車的速度一般較地下鐵慢，除非有軌電車行駛的大部分路段是專用的（主要行駛專用路段的有軌電車一般稱為輕軌）；
  - 传统有軌電車每小時每方向可載客約5000~8000人，現代有軌電車可達1.2萬人，但地鐵每小時每方向載客大约为3~5萬人。
  - 一旦其中一輛車發生意外，可能會造成全綫癱瘓。
- 相較無軌電車的橡膠輪胎，有軌電車的金屬輪軌摩擦產生的噪音比較高，坡度限制亦較大。
- 在有酷暑或者嚴寒的城市沒有地下鐵舒適。

## 圖片集

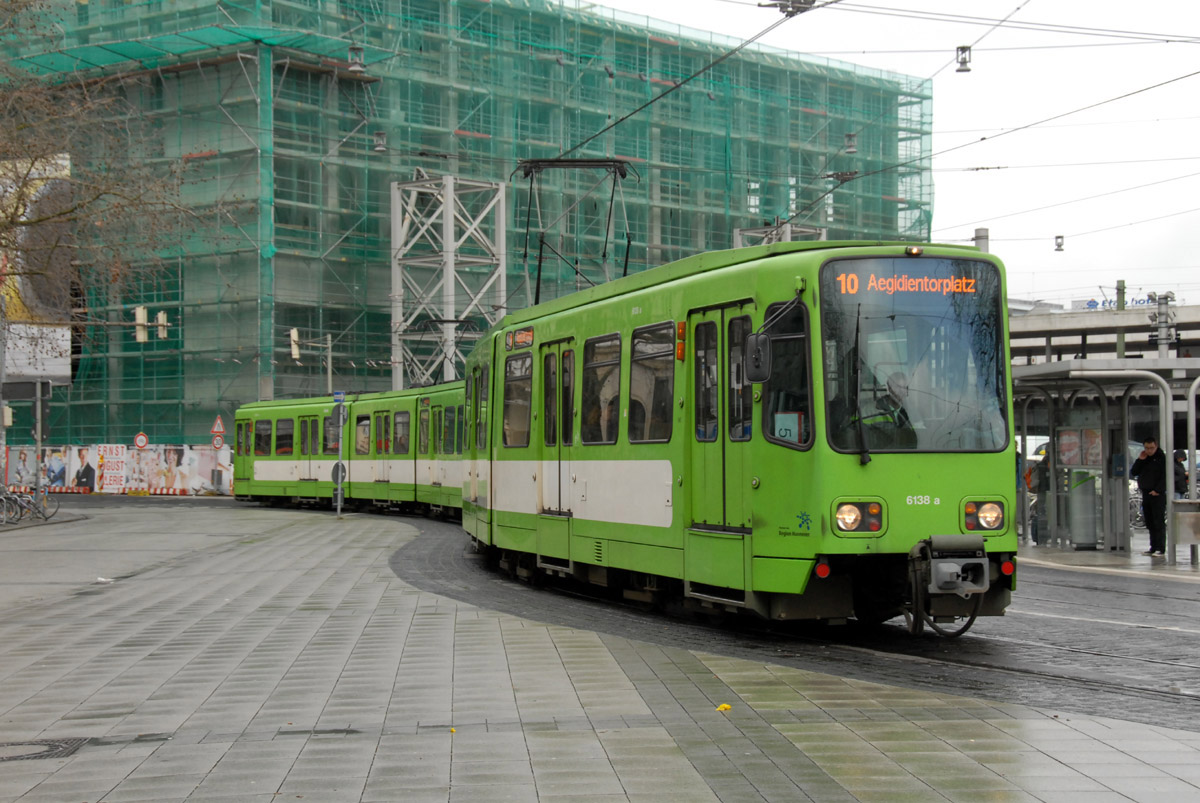
漢諾威市内電車
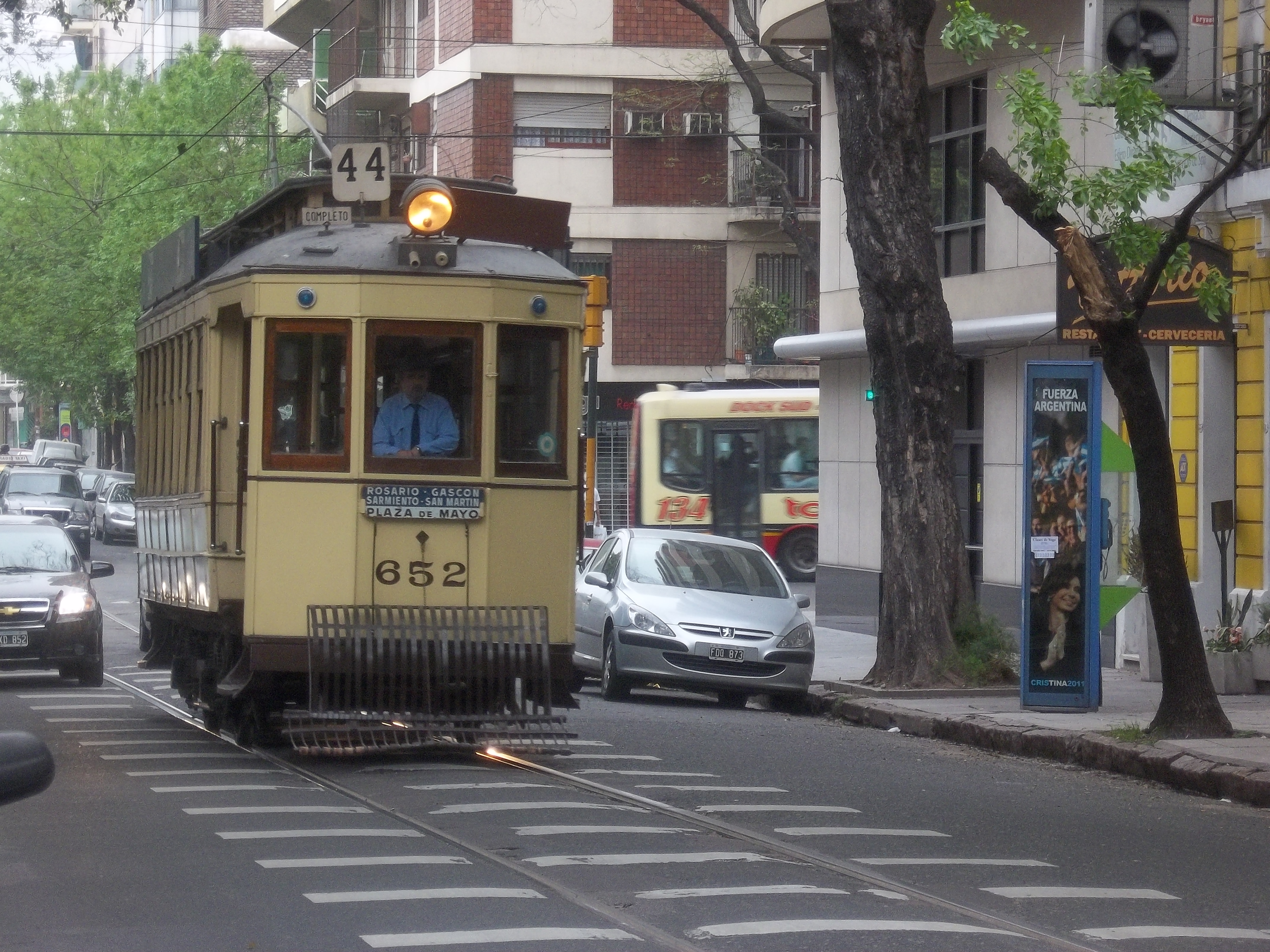
布宜諾斯艾利斯電車
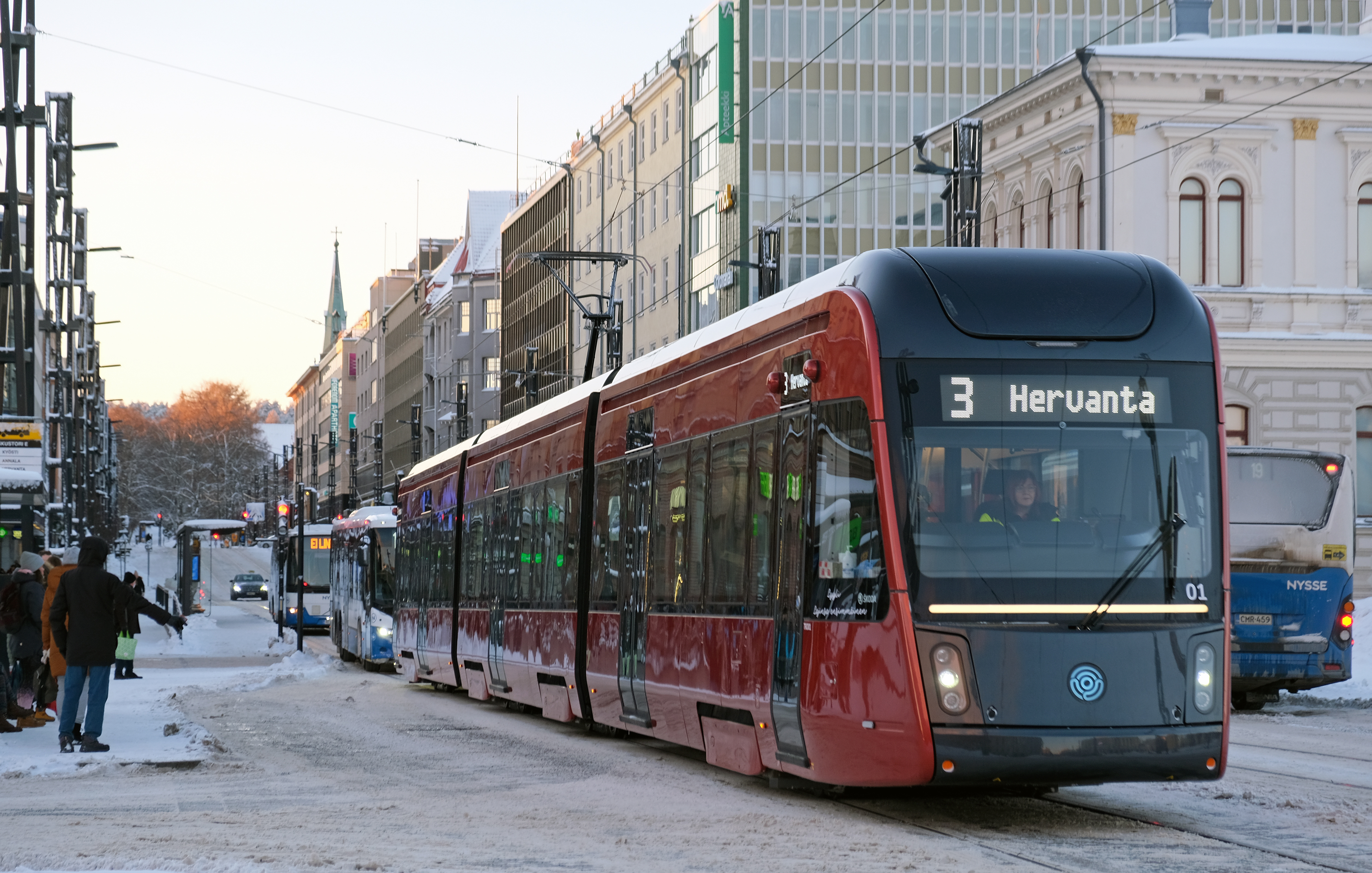
坦佩雷市内電車
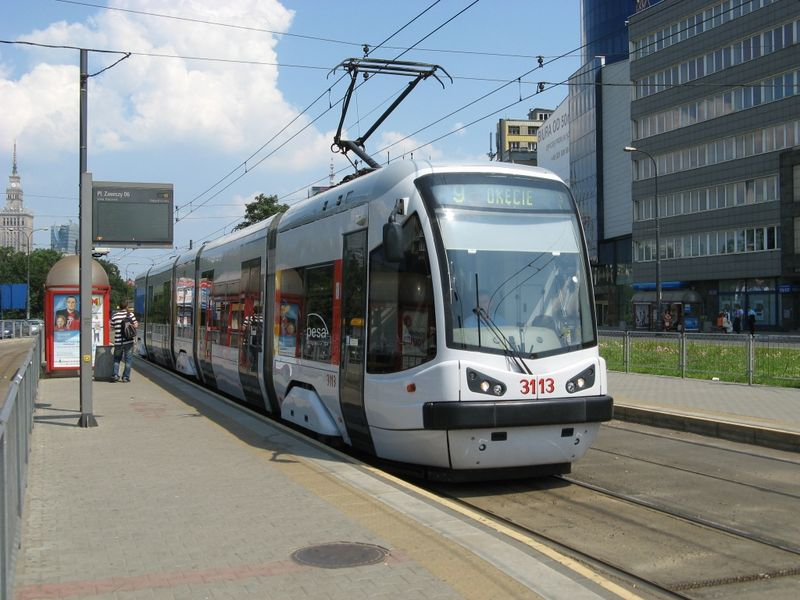
華沙市内電車120N型（英语：Pesa 120N）
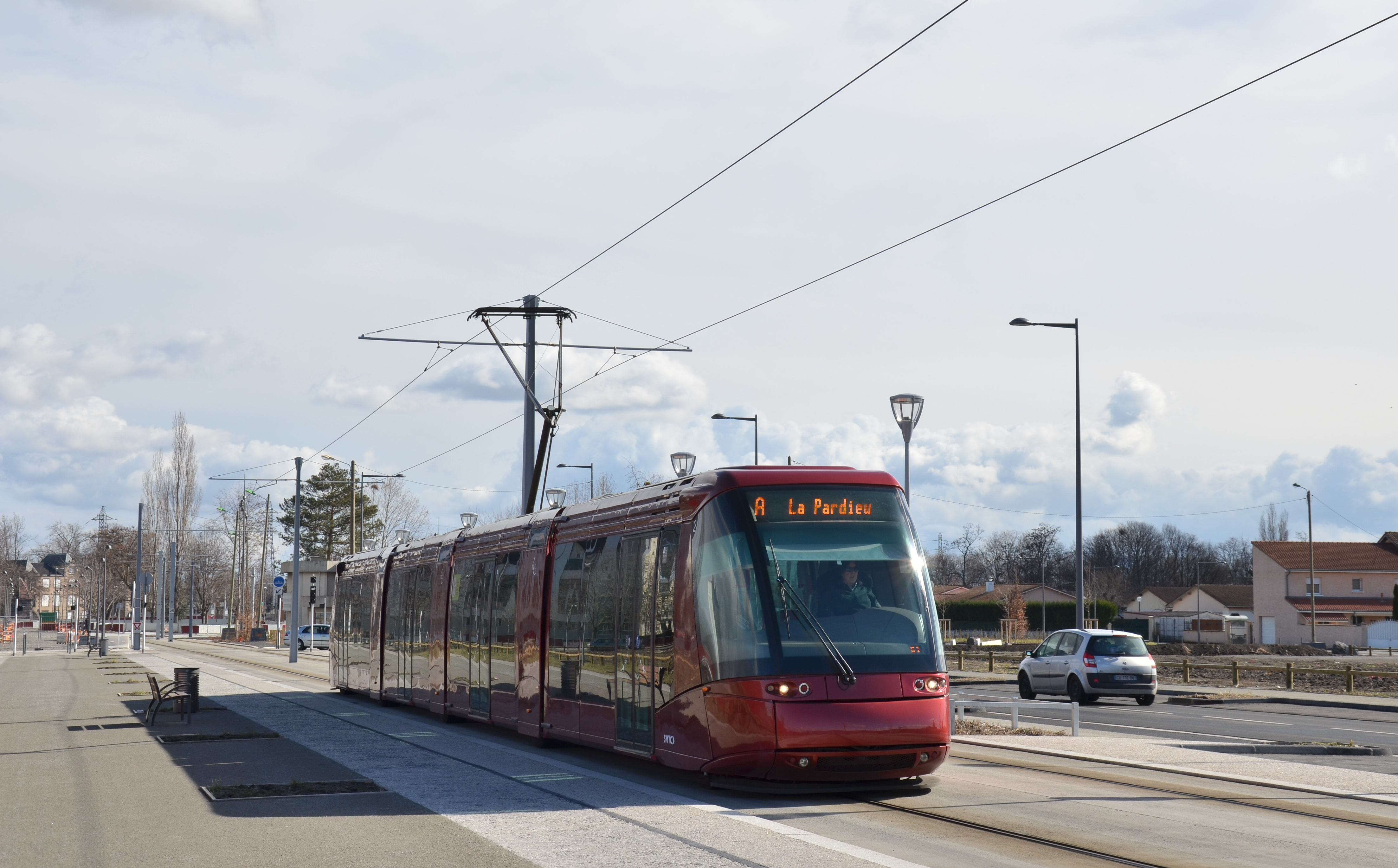
克來蒙費朗市内電車
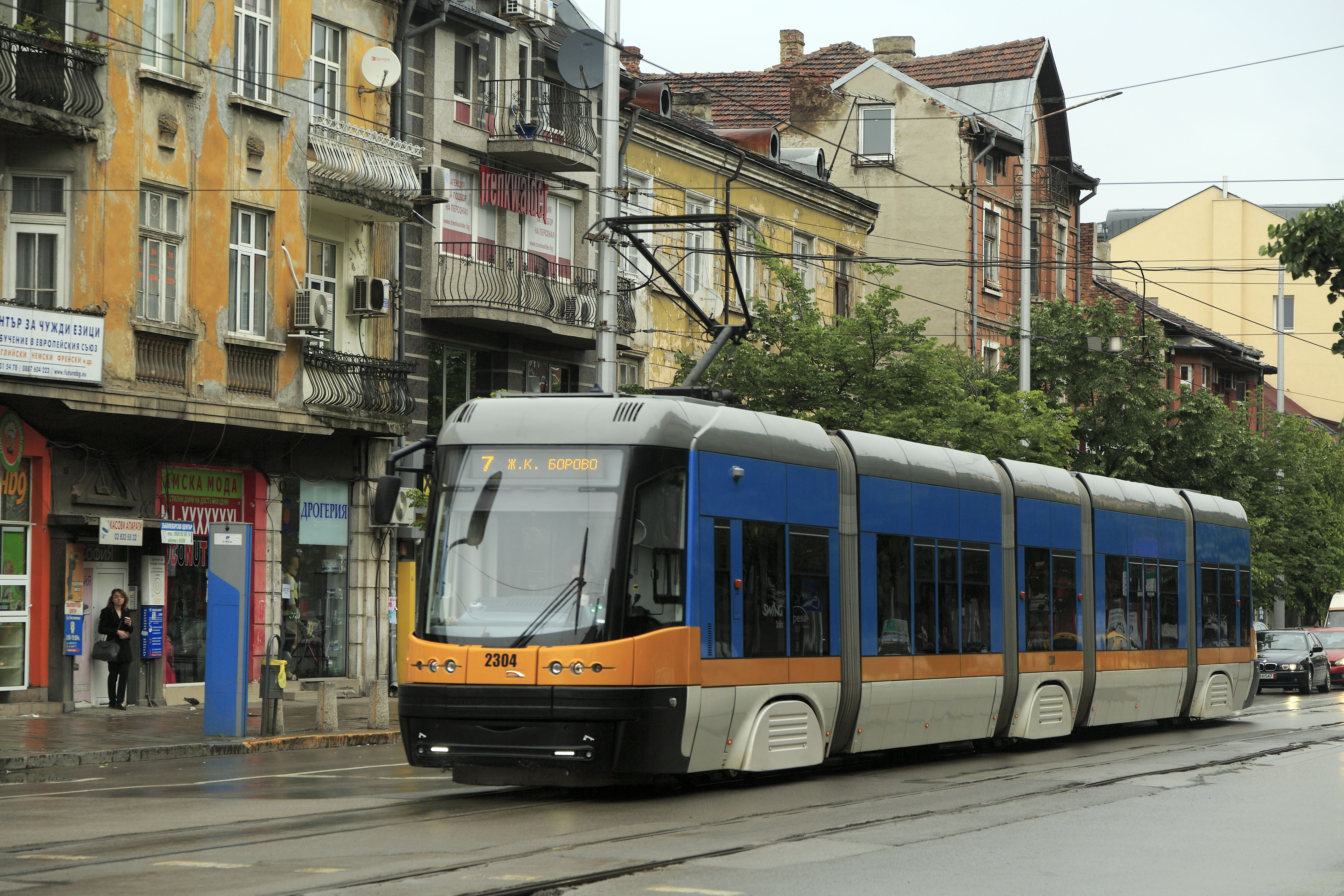
索菲亞市内電車
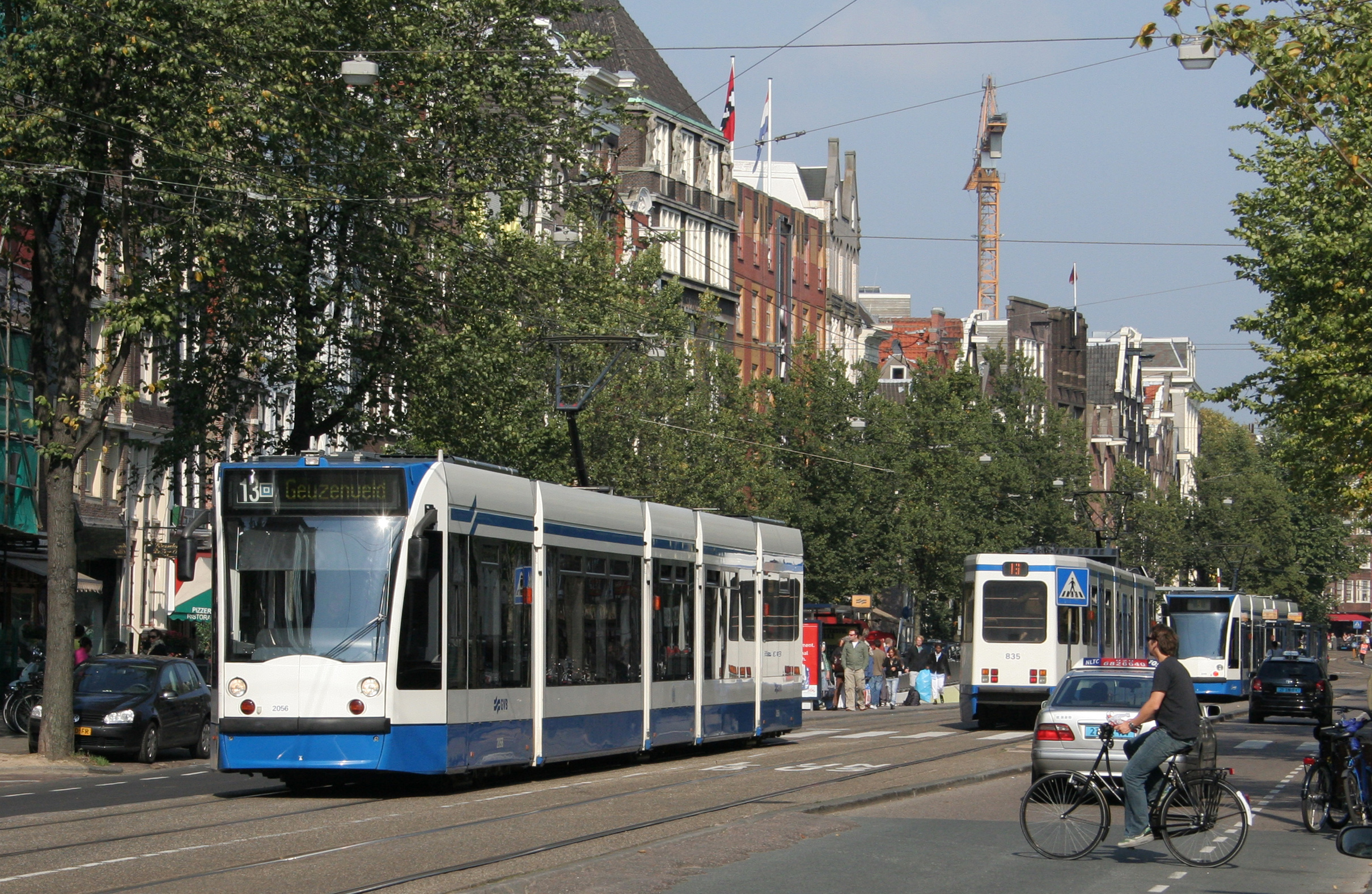
阿姆斯特丹市内電車
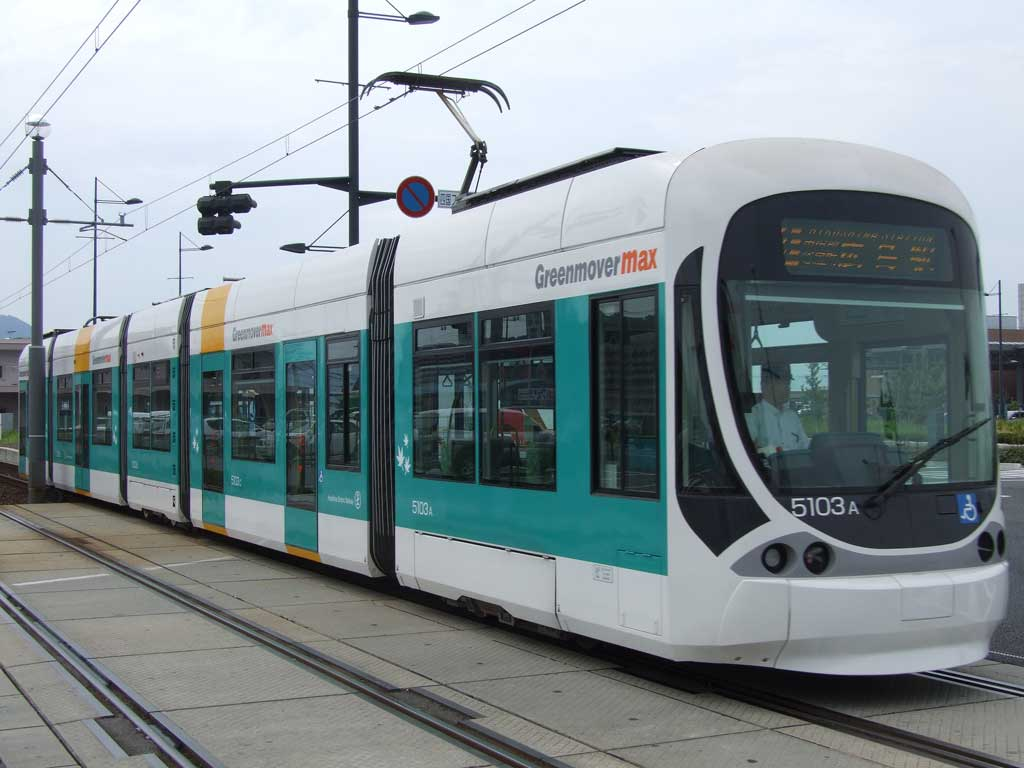
廣島市内電車
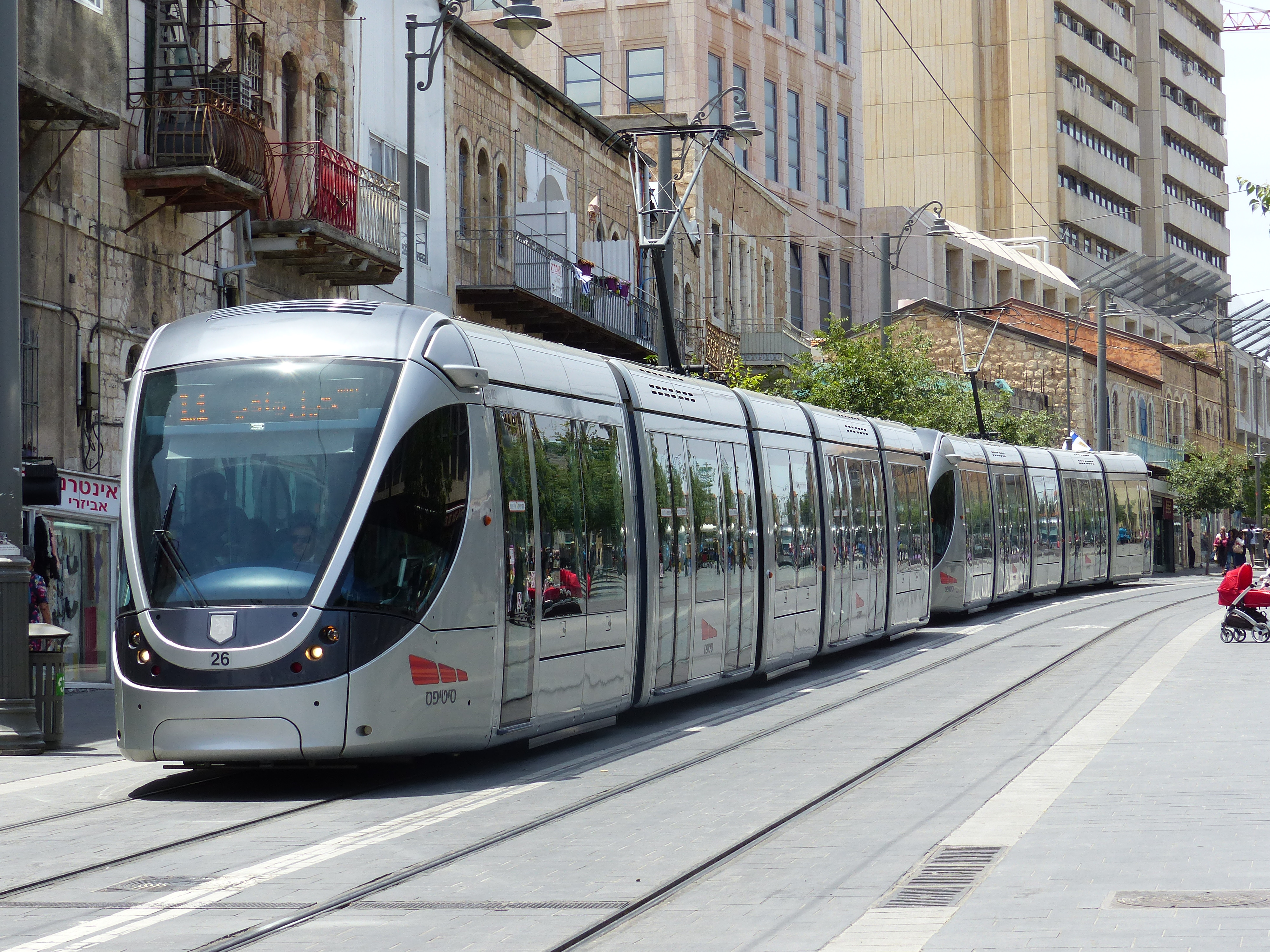
耶路撒冷市内電車
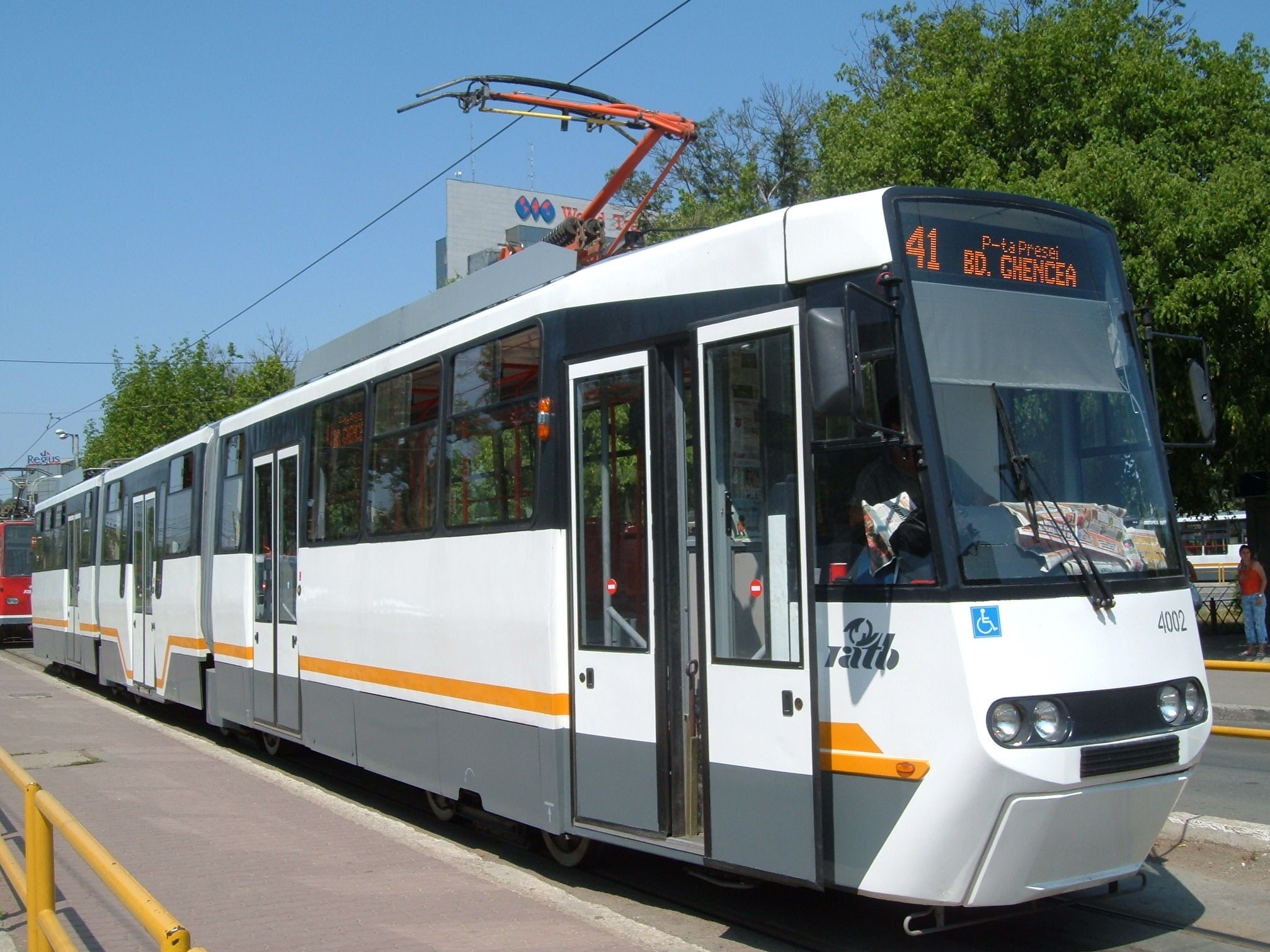
布加勒斯特市内電車
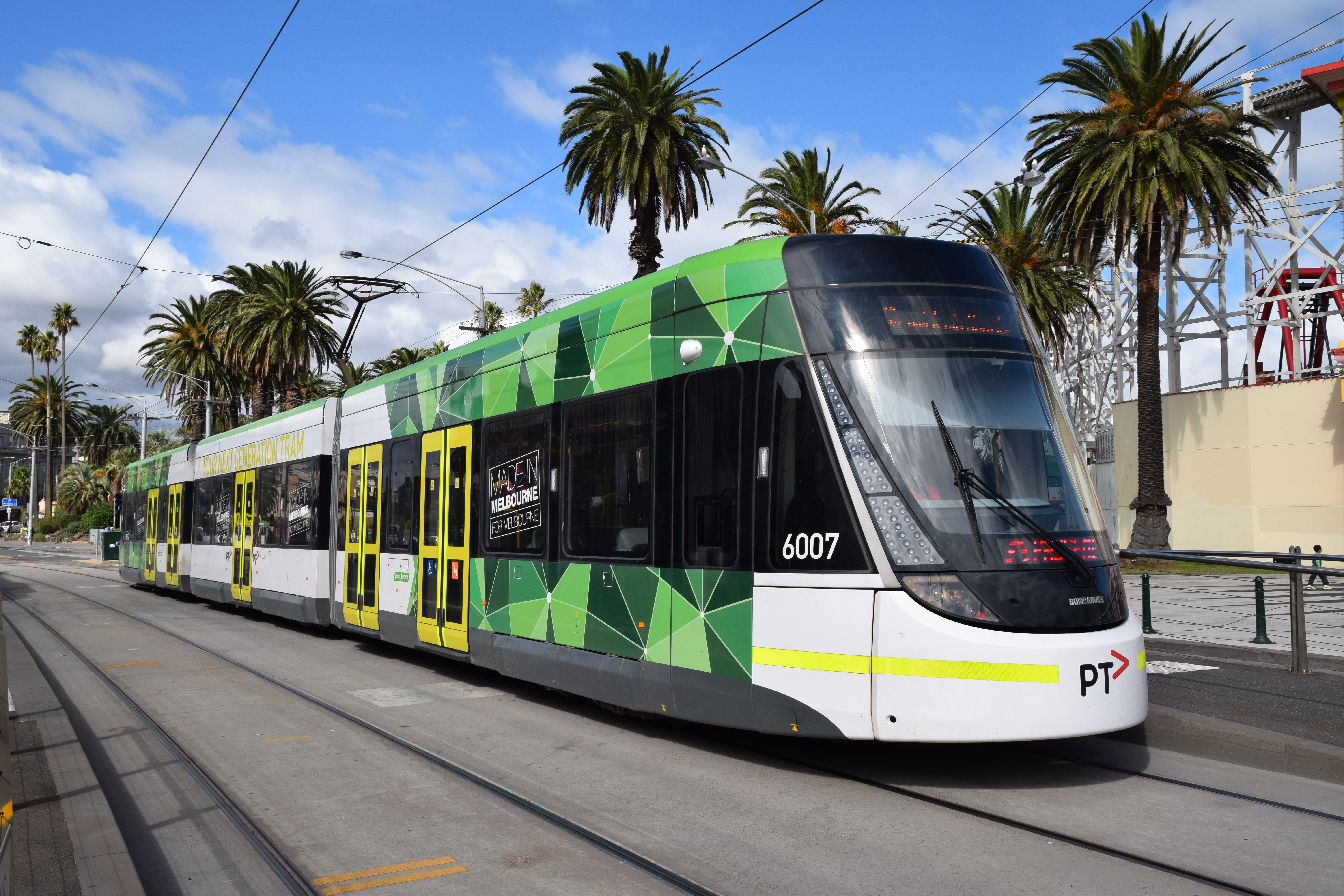
墨爾本市内電車
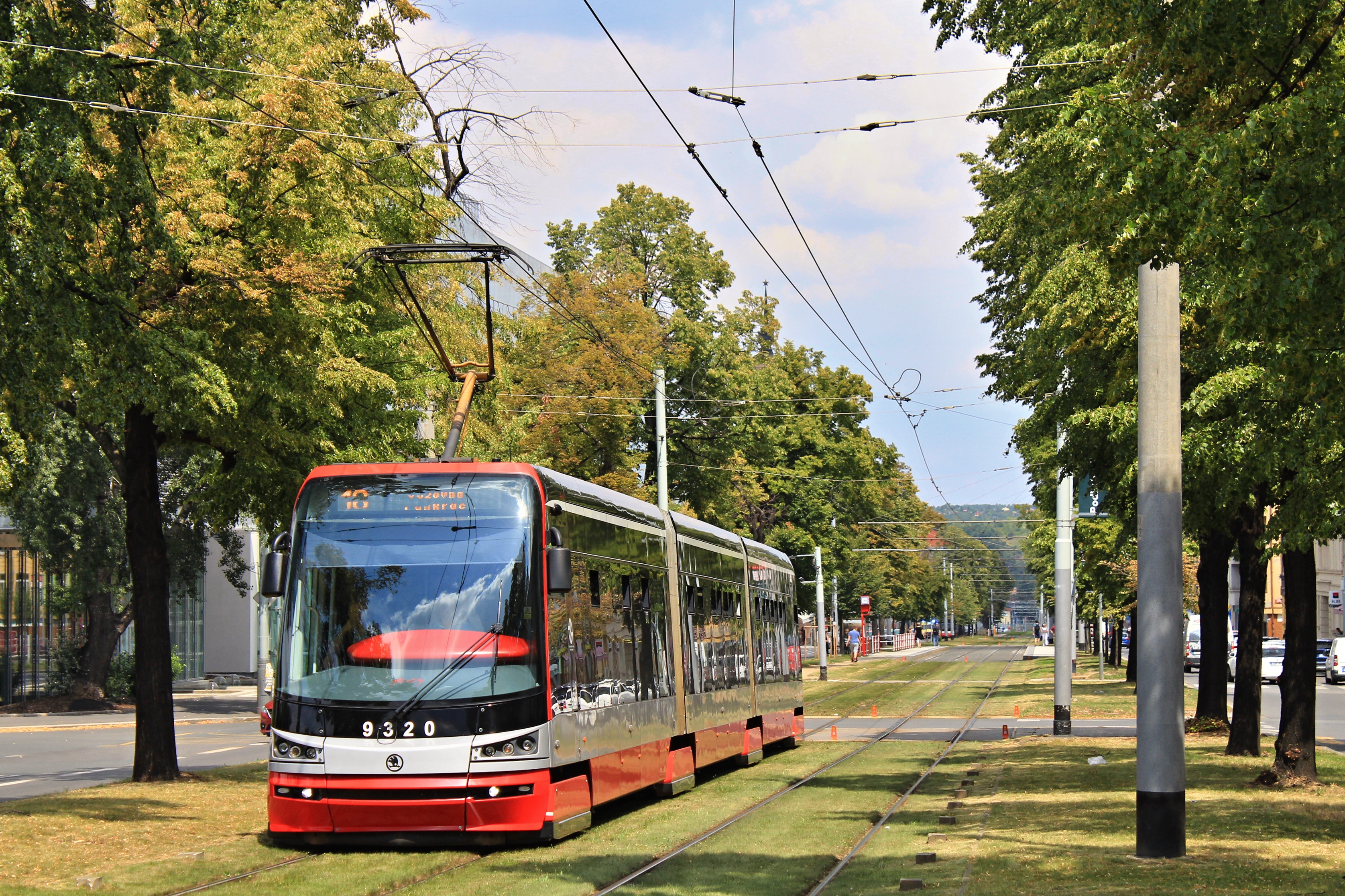
布拉格市内電車
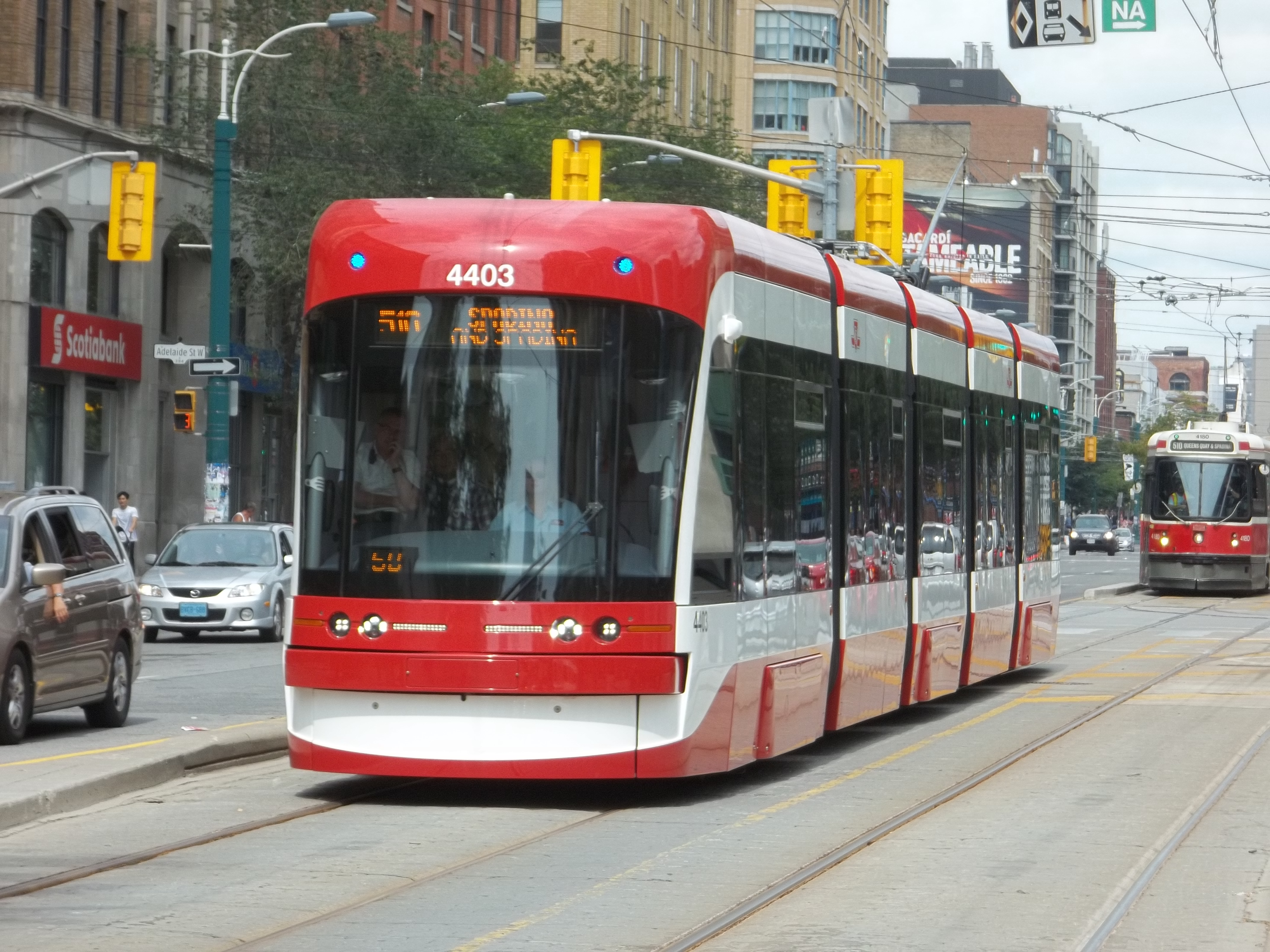
多倫多市内電車
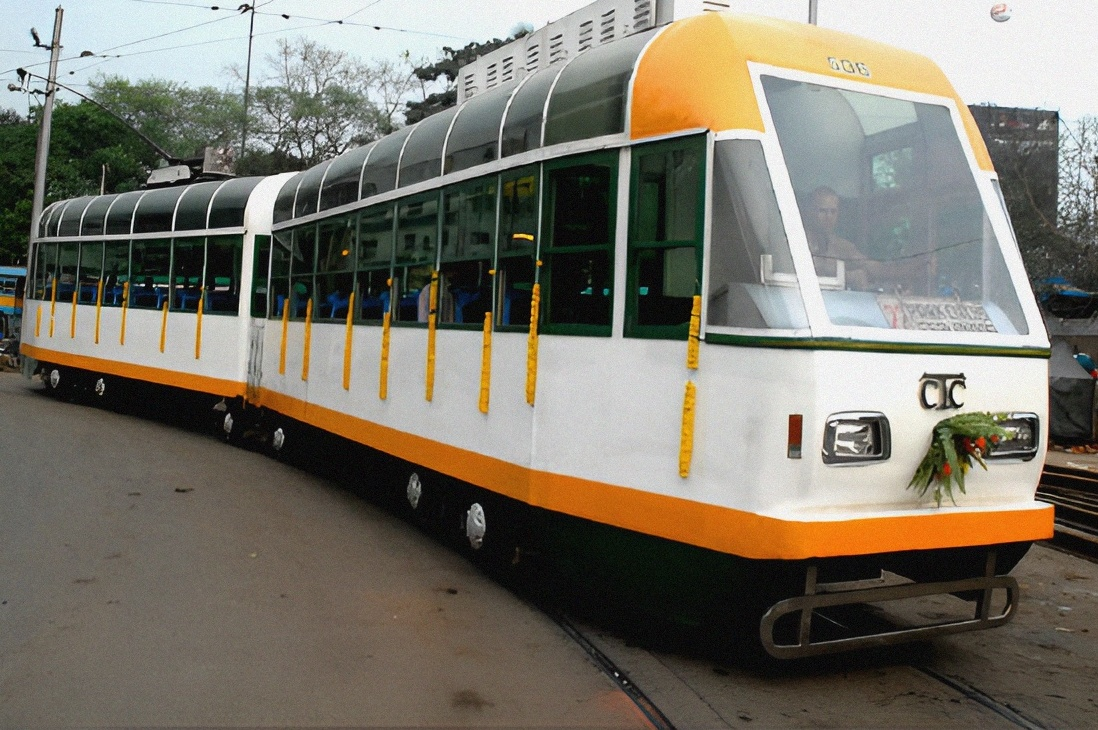
加爾各答市内電車
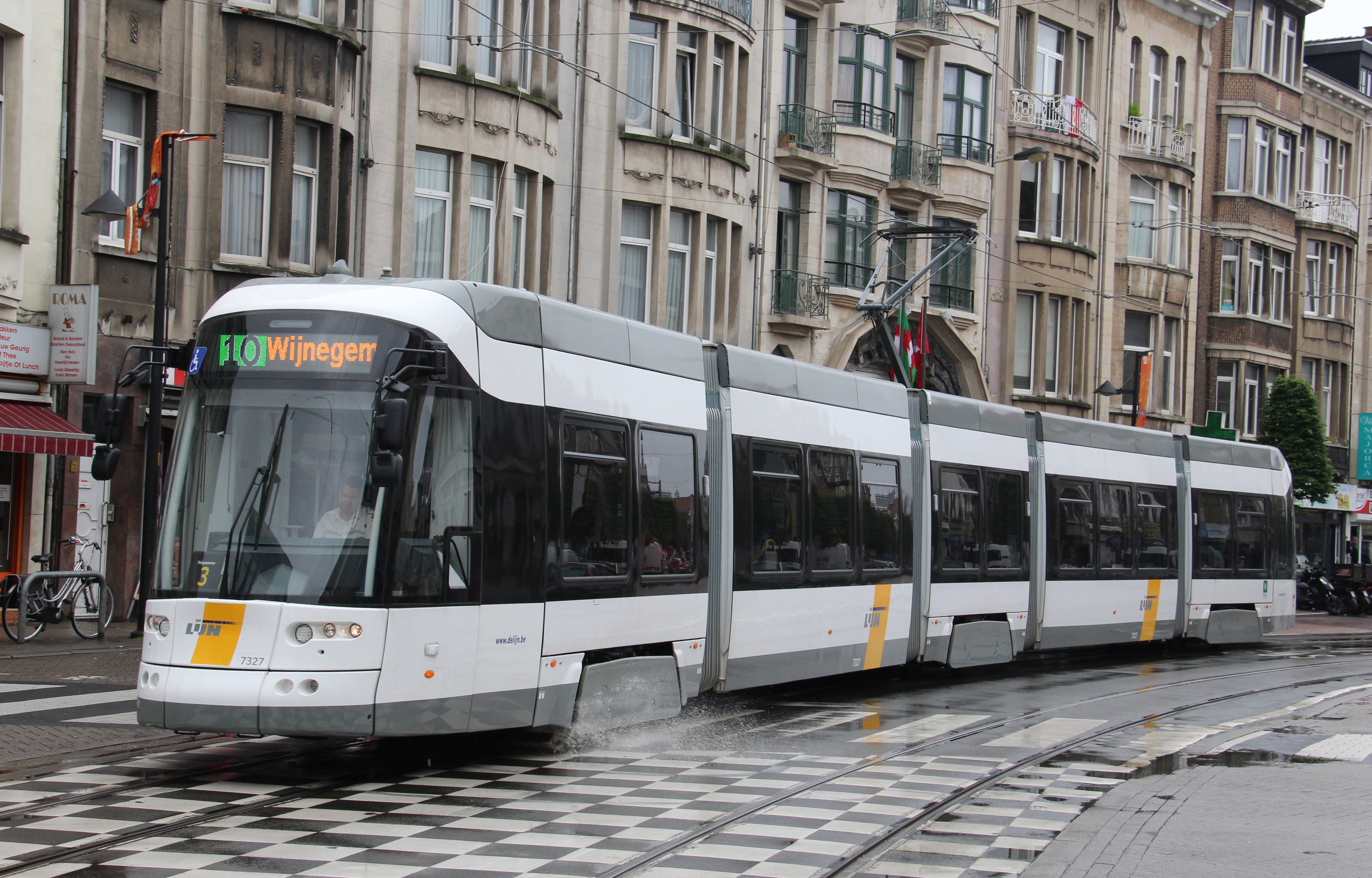
安特衛普市内電車
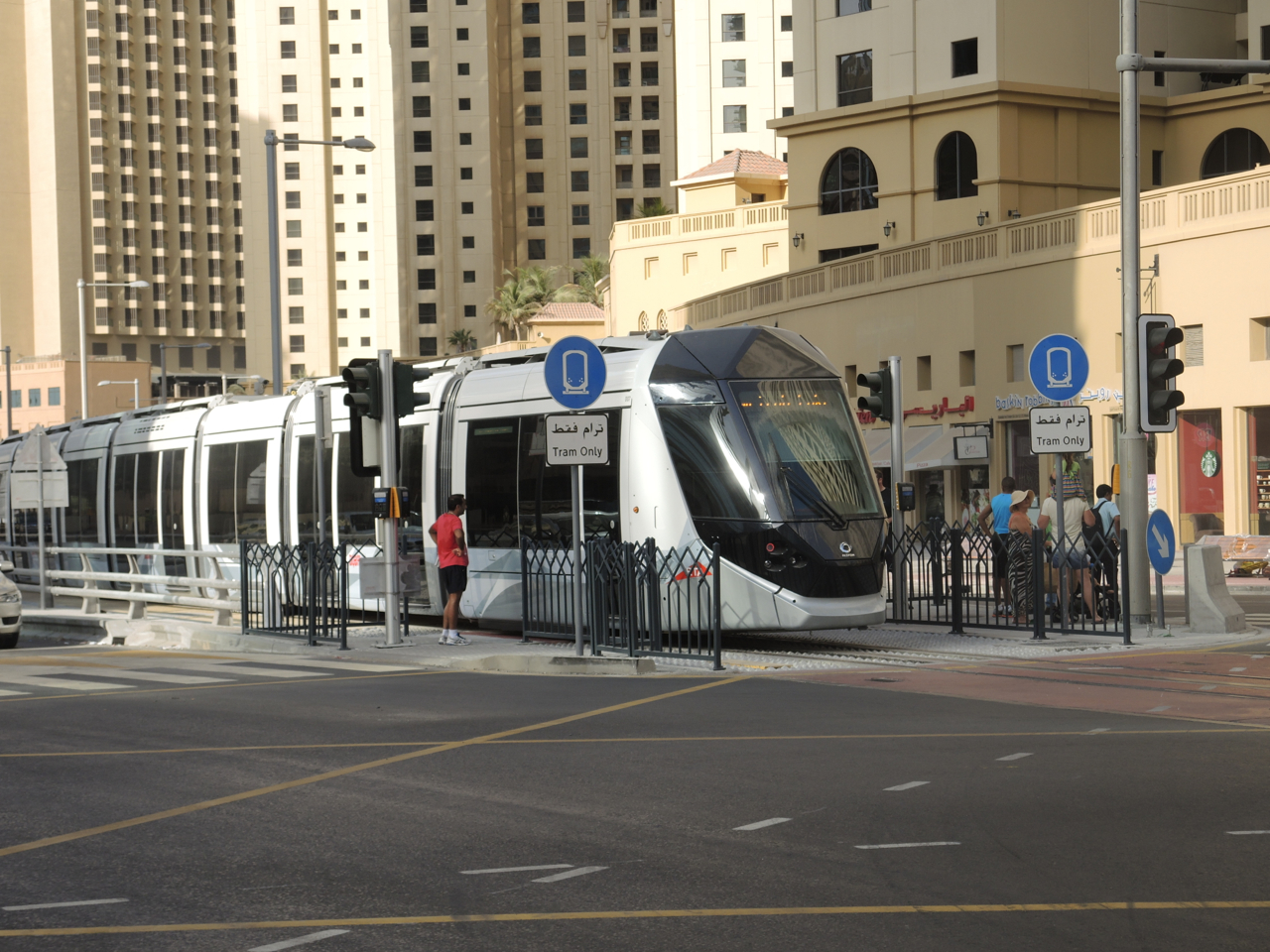
迪拜市内電車
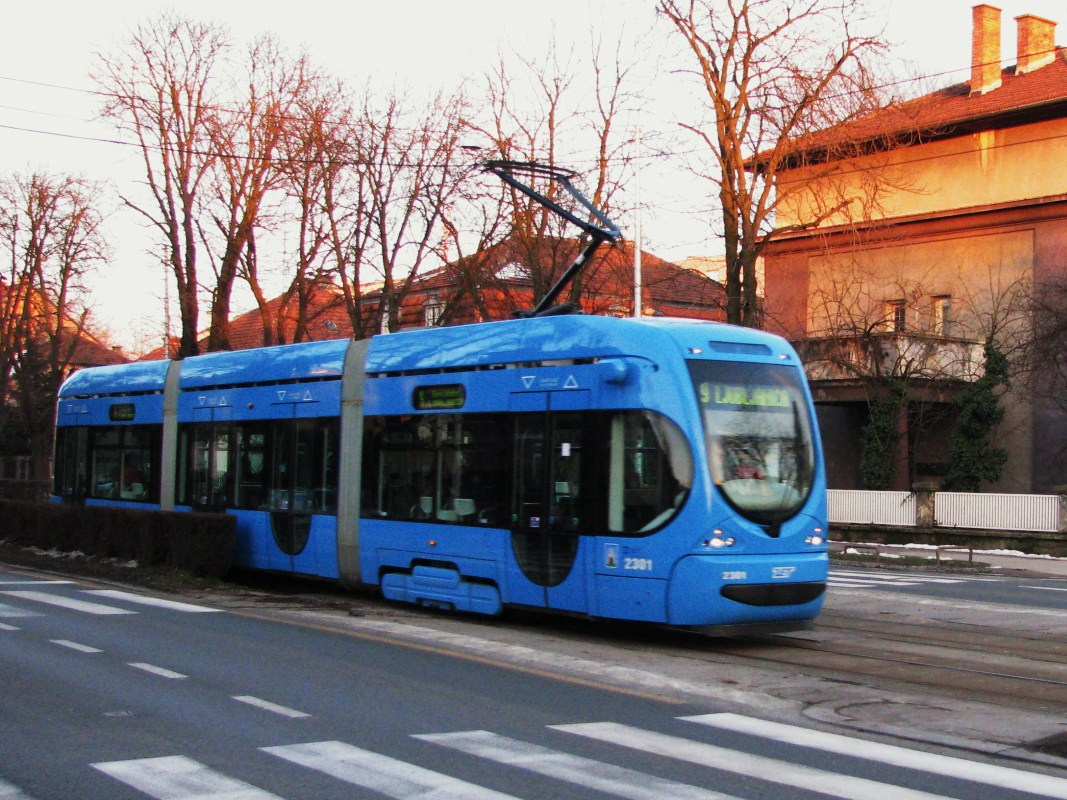
薩格勒布市内電車
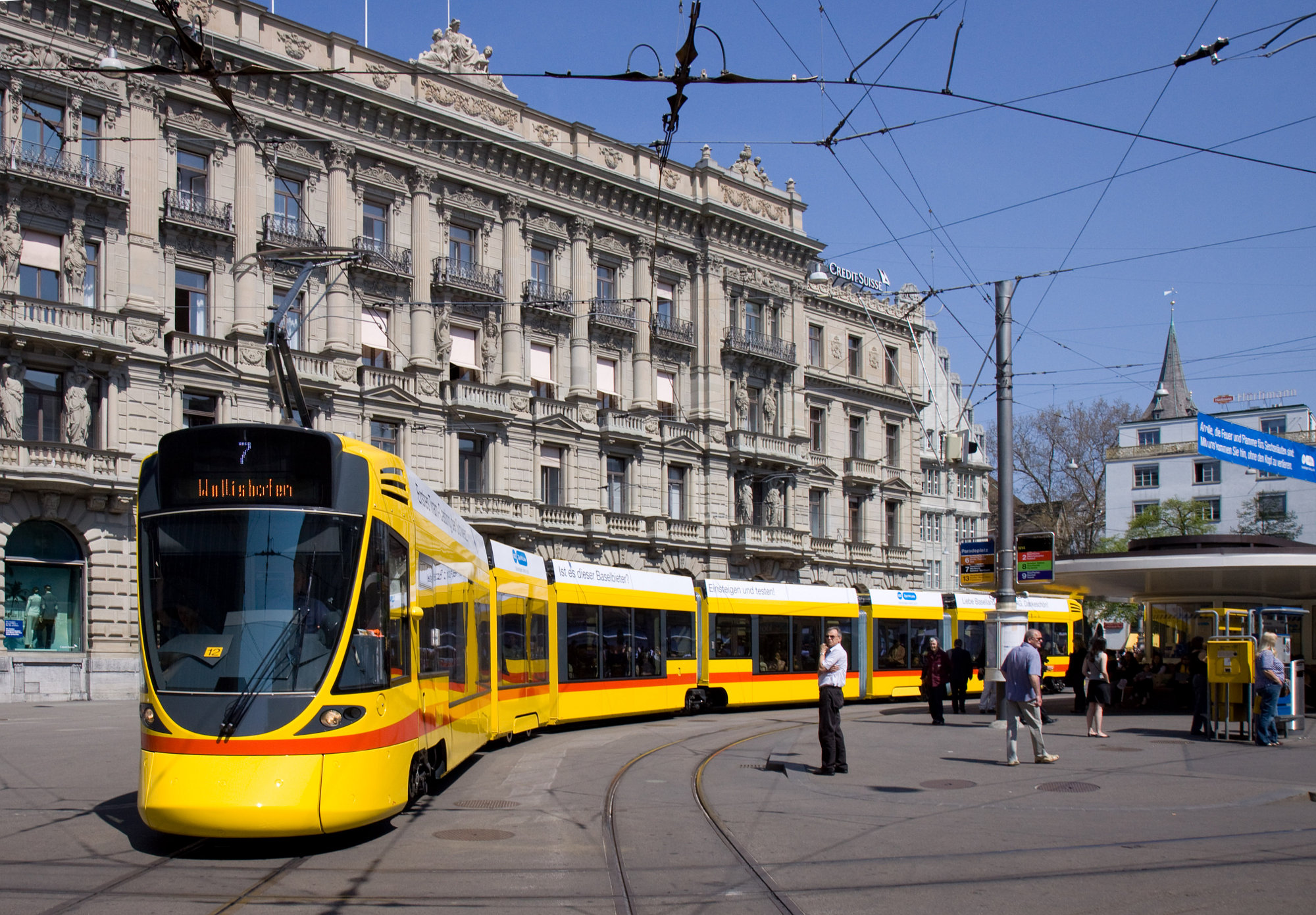
蘇黎世市内電車
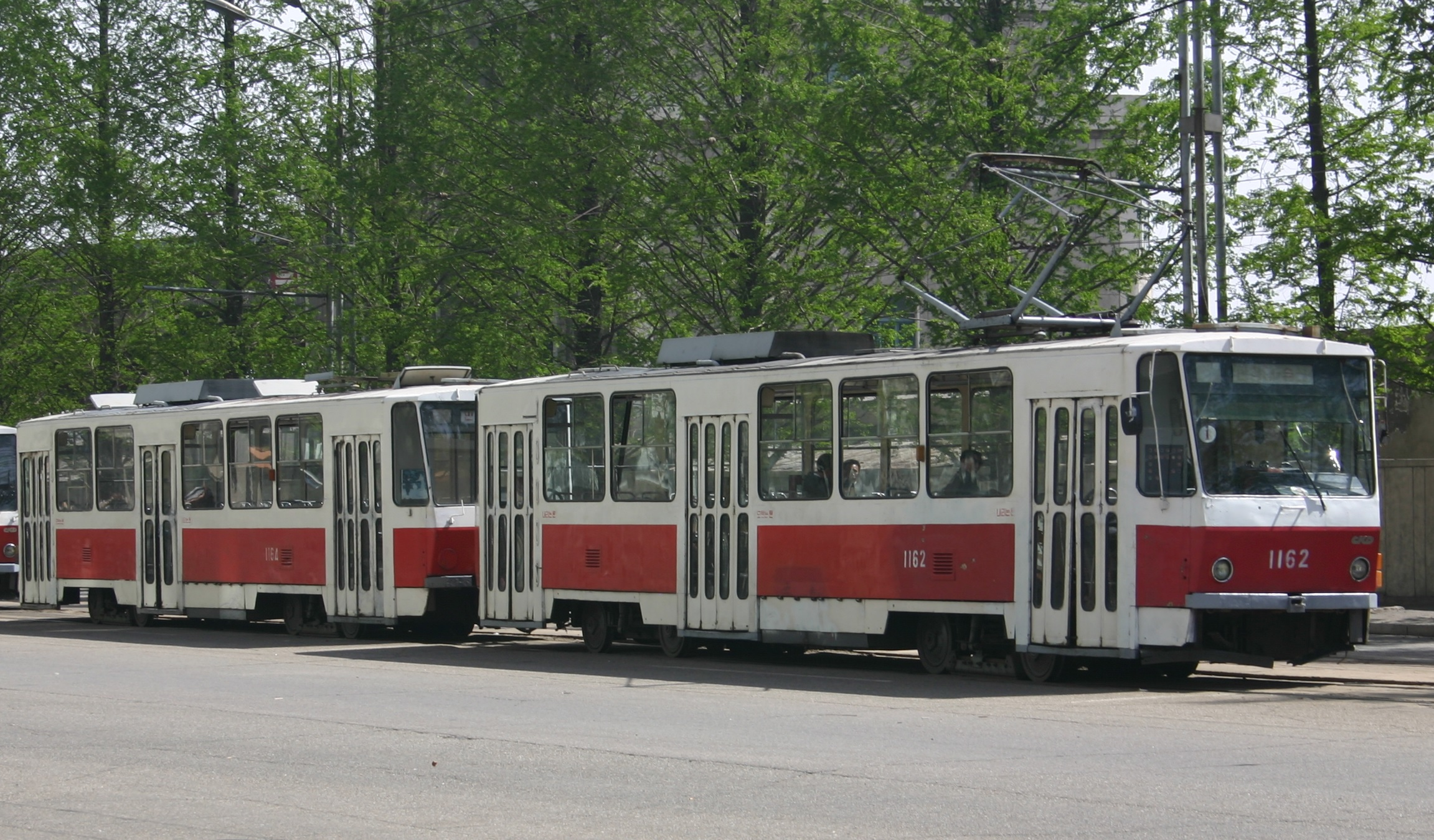
平壤市内電車
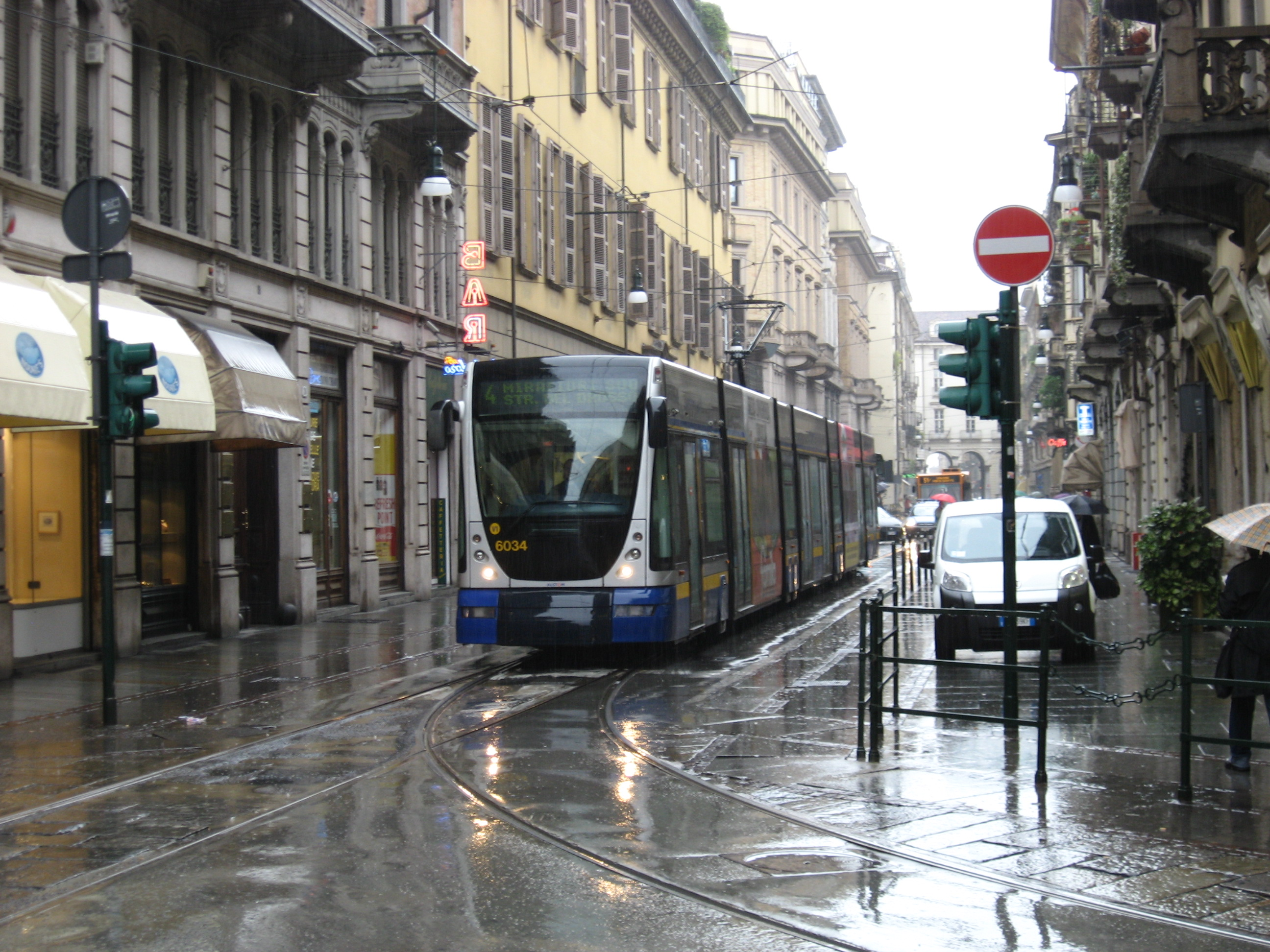
都靈市内電車
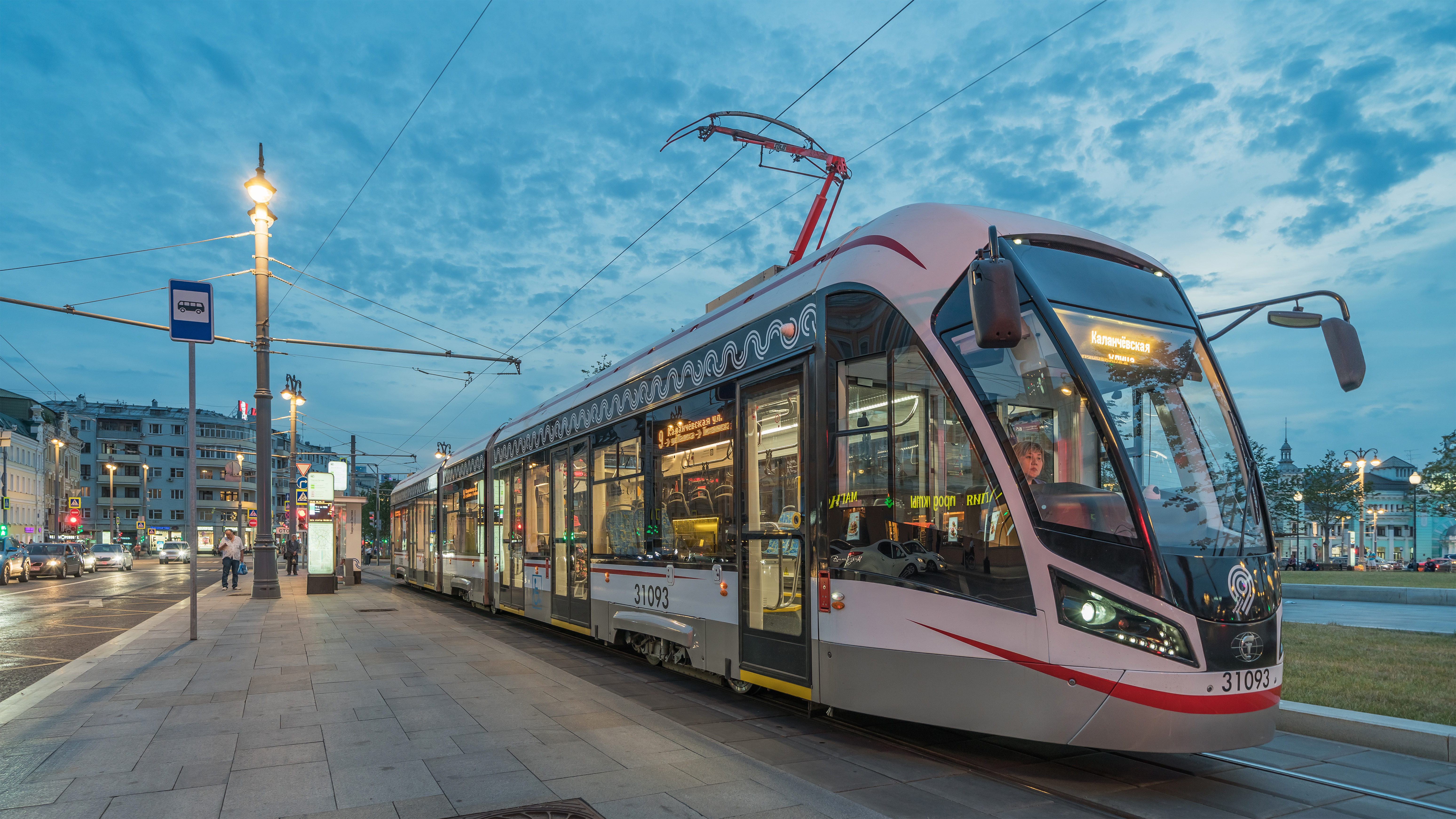
莫斯科市内電車
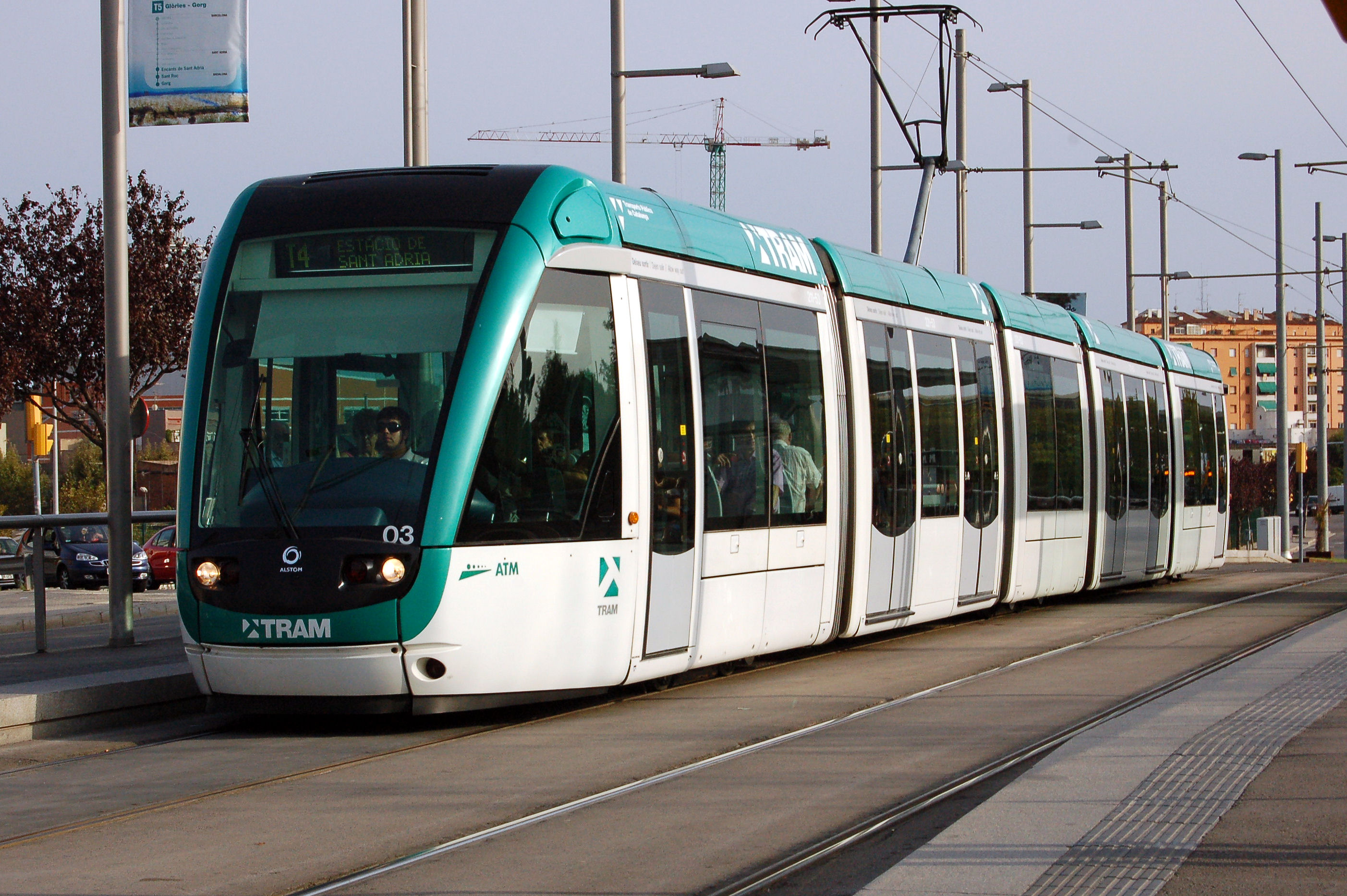
巴塞羅那市内電車
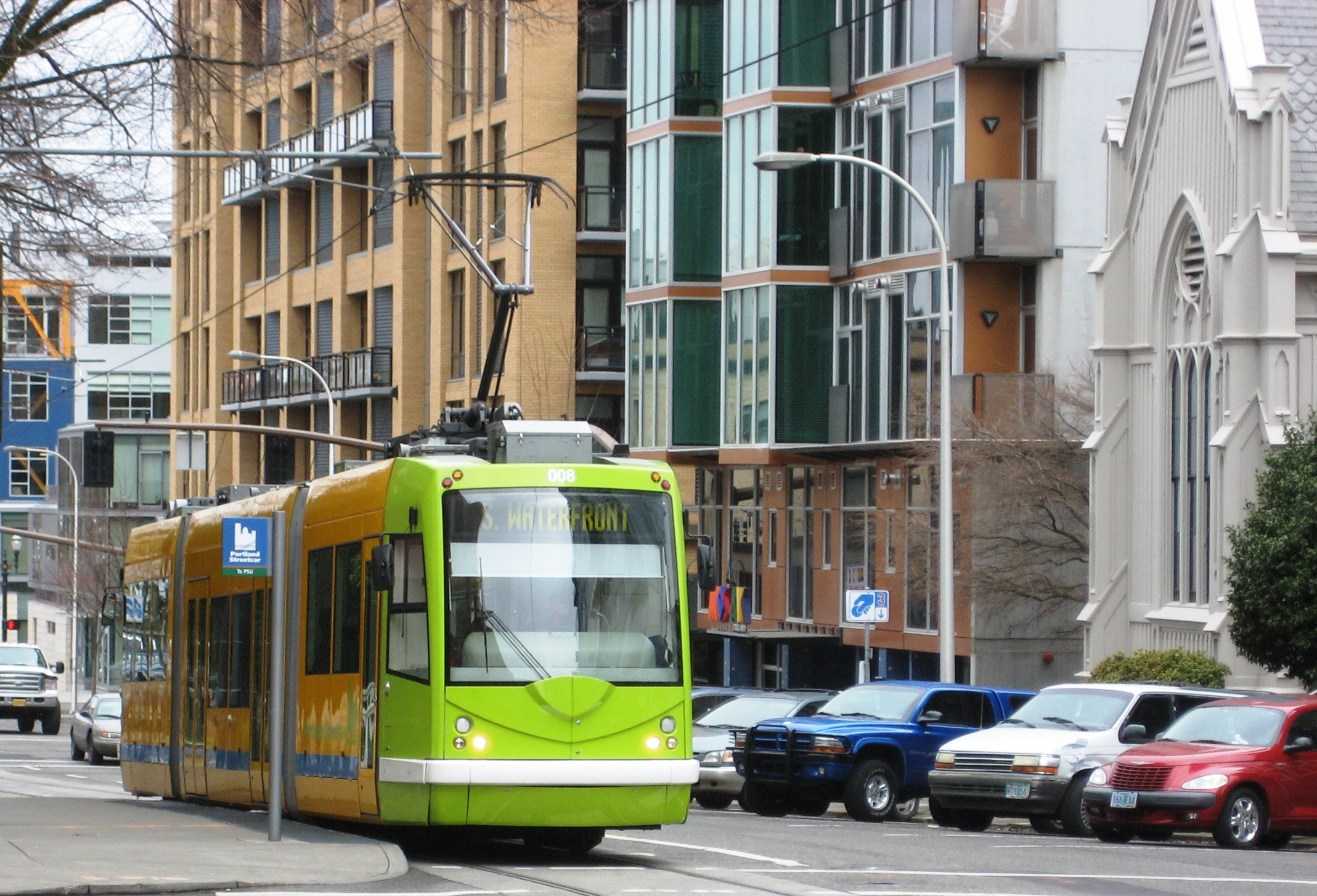
波特蘭市内電車
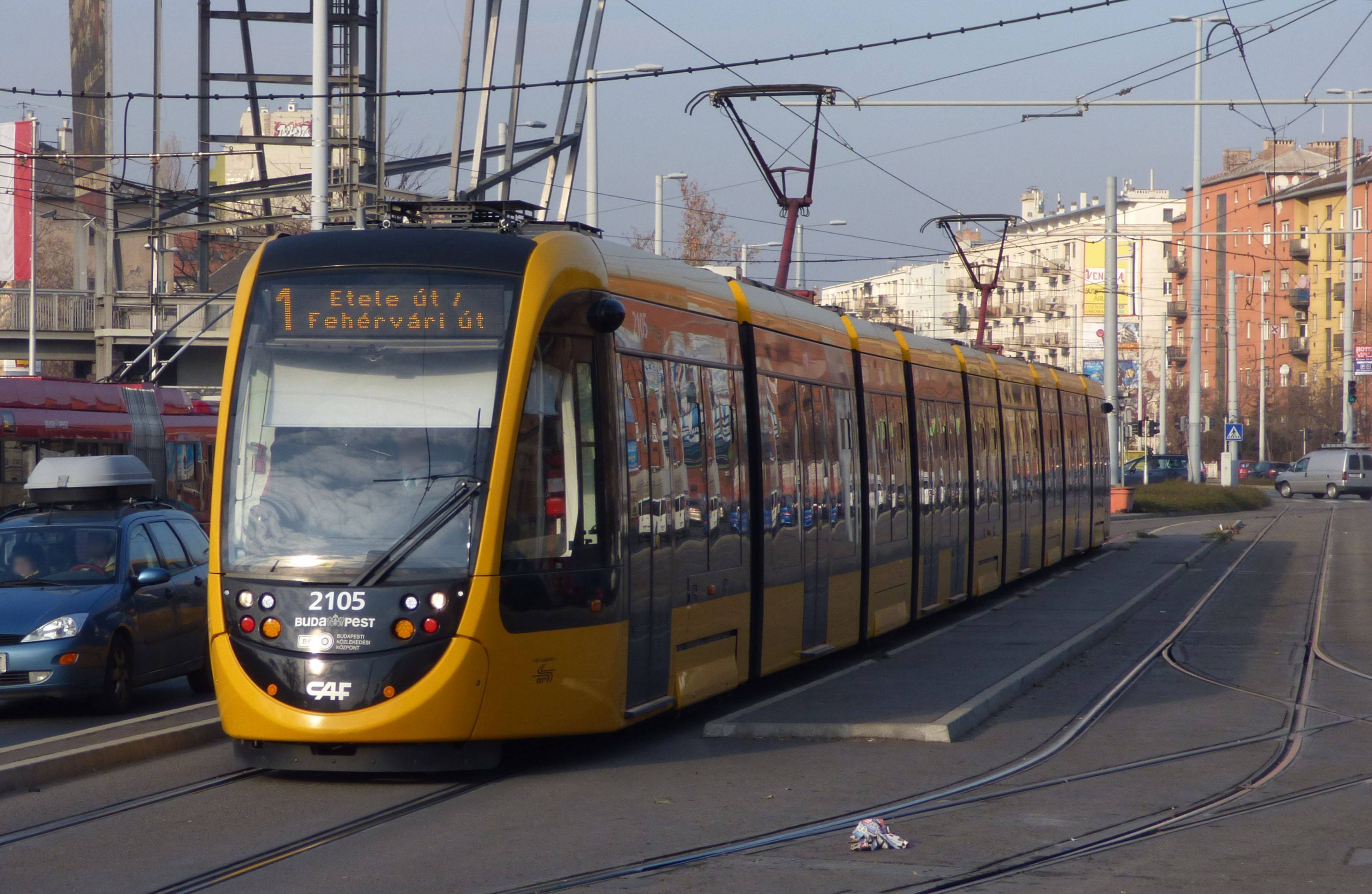
布達佩斯市内電車
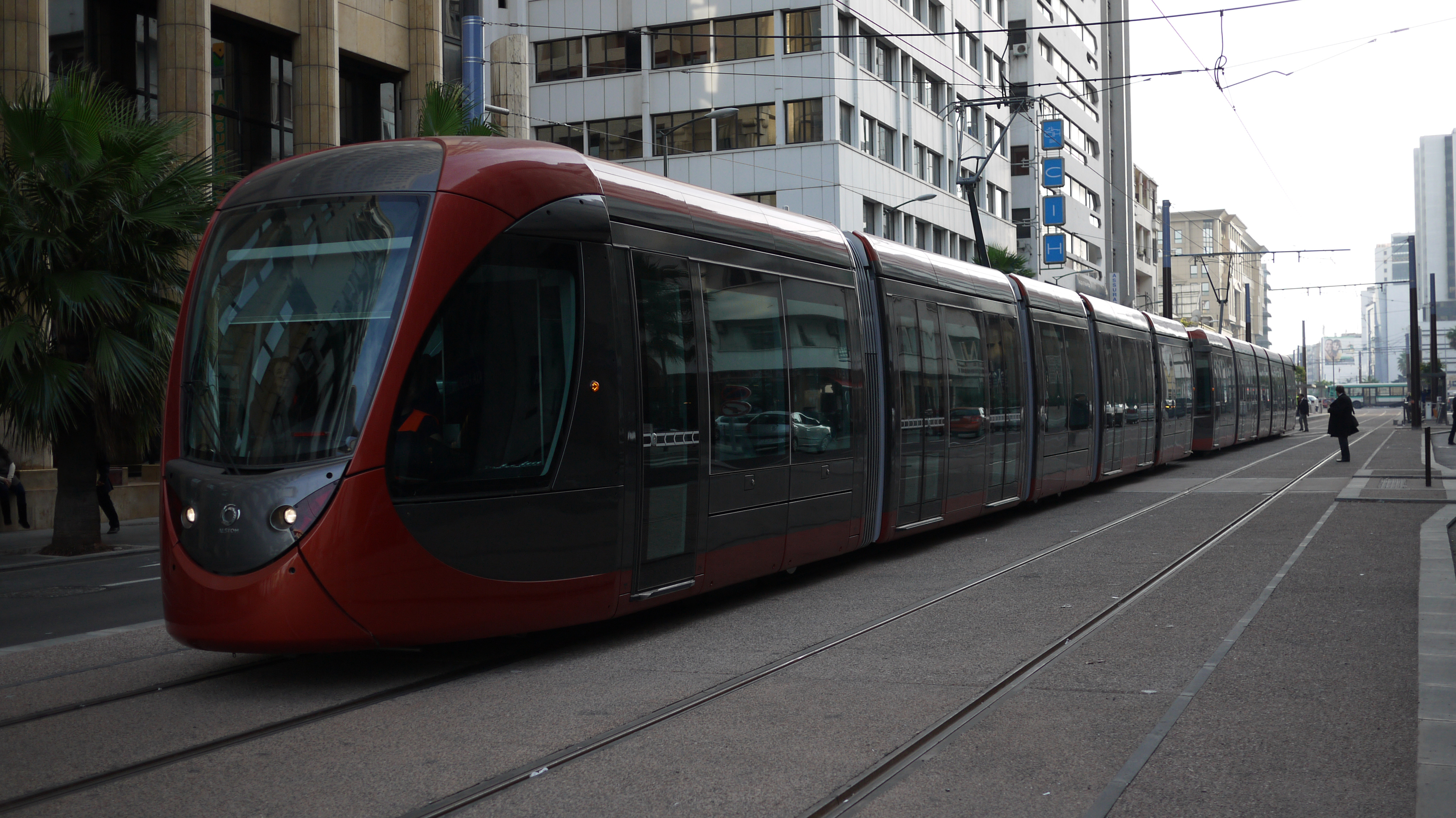
卡薩布蘭卡市内電車

## 相關文學著作
田納西·威廉斯的著名劇作《欲望號街車》故事發生於美國新奥爾良，新奥尔良有轨电车（於當地稱為Streetcar）的多次出現，顯示其自19世紀以來，它已經是當地公共交通系統中不可或缺的一部份。